# Adetus herrerae
Adetus herrerae es una especie de escarabajo del género Adetus, familia Cerambycidae. Fue descrita científicamente por Santos-Silva & Galileo en 2016.
Habita en Bolivia. Los machos y las hembras miden aproximadamente 12 mm. El período de vuelo de esta especie ocurre en el mes de octubre.